# Perská mytologie

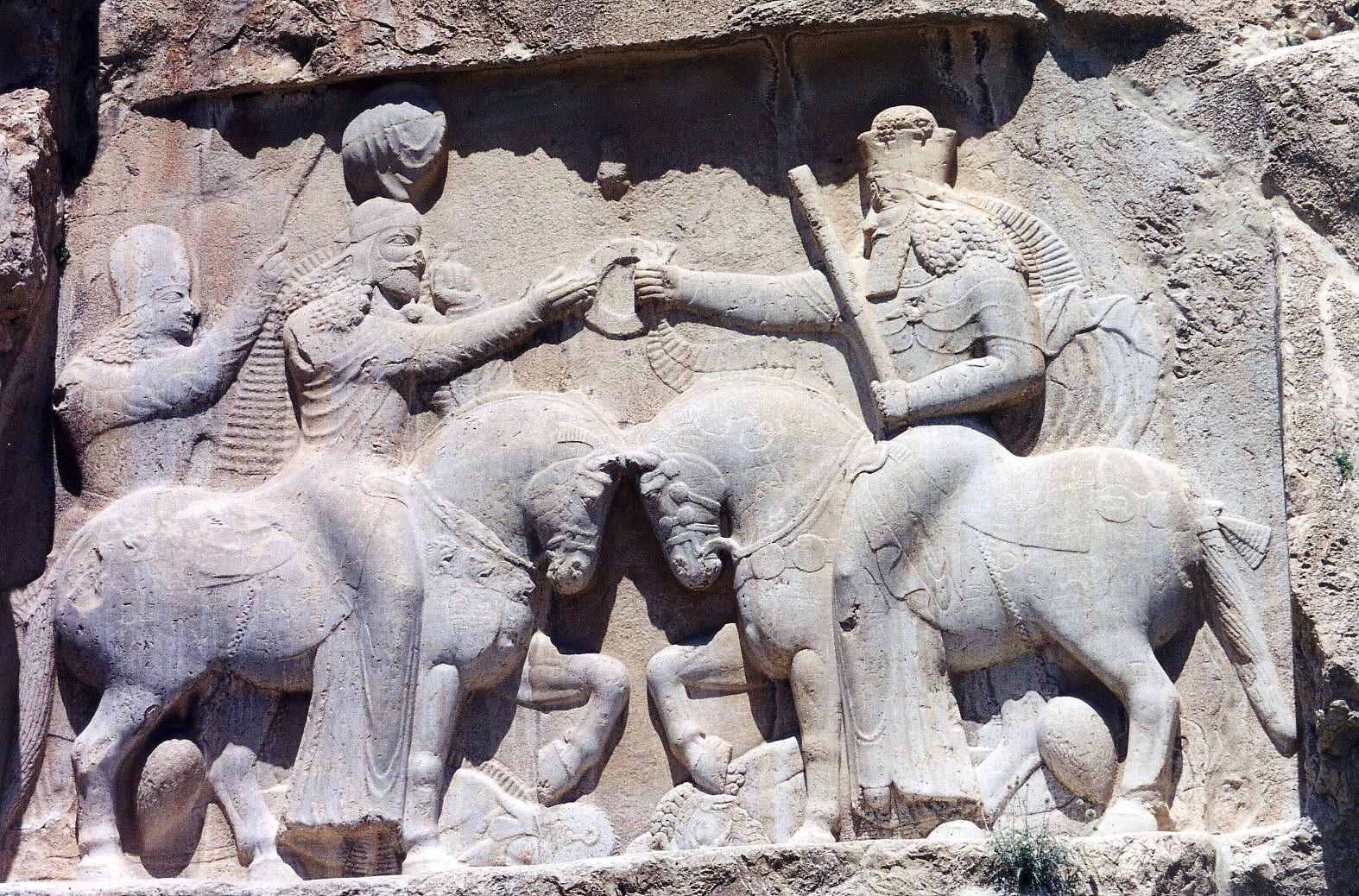
Ahura Mazda (vpravo), hlavní perské božstvo, předává kolo, symbol královské moci, Ardašírovi

Perská mytologie je soubor představ a příběhů o stvoření a přirozenosti světa, bozích, démonech a hrdinech vlastních Peršanům před přijetím islámu. Pojem se také někdy používá příběhy vzniklé až po přestupu Peršanů na islám, například některé z pohádek Tisíce a jedné noci nebo příběhy o ší'ítských světcích. Je jí blízká mytologie ostatních íránských národů, například skythská, osetská a kurdská.

## Staroperská mytologie
Jako perská mytologie je většinou chápána mytologie zarathuštrického náboženství. To Peršané přijali někdy v období Achaimenovské říše, přičemž přesnější datace je předmětem mnoha akademických debat. Zarathuštrické náboženství a mytologie bylo velmi blízké náboženství a mytologii starých Peršanů a tak není vždy jasné z jaké z tradic určitá postava či příběh pochází. Nejasná je například otázka zda Ahura Mazda představuje pouze zarathuštrické božstvo. Ve staroperských nápisech se objevuje jméno Auramazda (klínopis ) či Ahuramazda, které zjevně odpovídá zarathuštrickému Ahura Mazdovi. Jména obsahující prvek mazdā v akkadských zdrojích z 8.-7. století př. n. l. mohou buď naznačovat, že Ahura Mazda byl ctěn v západním Íránu již před přijetím zarathuštrismu, nebo naopak že již v této době bylo nové náboženství v této oblasti rozšířeno. Je možné, že představa, že bůh času Zurvan přecházel v existenci Ahura Mazdy i Angra Mainjua, může mít původ právě ve staroperském náboženství.
K dalším božstvům patřil Miša, protějšek Mithry nebo Anáhiti, jejíž kult ovlivnila babylónská Ištar, a která po synkrezi s výchoíránskou Harahvatí dala vzniknout významné bohyni Ardví Súrá Anáhitě.

## Persko-zarathuštrická mytologie
Dochovaná zarathuštrická mytologie je obsažena v textu zvaném Avesta a později byla rozvinuta, z větší části až po dobytí Íránu Araby v různých učeneckých dílech a taktéž v největším íránském eposu Šáhnáme „Knize králů“. Zatímco gáthy, nejstarší části Avesty, jsou čistě zarathuštrickým výtvorem, tak pozdější mytické představy mohou být více či méně ovlivněny jinými tradicemi, včetně staroperské.

### Božstva
Nejvýznamnějším božstvem je Ahura Mazda „Pán Moudrost“, středopersky Óhrmazd vrchovaně dobrý a moudrý, stvořitelem světa i lidí, který si volí Aša „Pravdivost“.
Jeho protivníkem je Angra Mainju „špatné smýšlení“, středoperský Ahriman, který si namísto ašy „pravdy“ volí Drudž „Klamství“, stejně jako démoničtí daévové.

Kromě Ahura Mazdy stojí na straně Pravdivosti také šest Ameša Spentů, tedy „Nesmrtelných Blahodárných“, a množství jazatů „uctíváníhodných“.
K nejvýznamnějším z dobrých božstev patří:
- Mithra, bůh smluv a závazků, stád a patron válečníků,
- Anáhitá, bohyně plodnosti, vody, země a války,
- božský oheň Átar,
- válečník Verethragna,
- bůh větru Váju,
- bůh deště Tištrja
- a bůh posvátného nápoje Haoma.[5]

### Stvoření světa
V dochovaných částech Avesty nenalezneme žádný systematický výklad o tom, jak byl stvořen svět, takže většina známých informací pochází až z pozdějších, středoperských textů, především v Bundahišnu, a z díla Vičitakihá-i Zátspram. Podle těchto textů sídlil na počátku Óhrmazd v čistém světle na výšinách, zatímco Ahriman hluboko v temnotách, a mezi těmito dvě bytostmi ležela prázdnota. Óhrmazd si byl vědom Ahrimanových nepřátelských úmyslů: Aby se připravil na nadcházející bitvu, počal s tvořením věcí v duchovním (ménóg) stavu, která měla podobu jasného bílého ohně. V tomto stavu vydržel svět po tři tisíce let, během kterých Ahriman počal s tvořením svých daévů-démonů, kteří následně zaútočili na světlou část světa. Óhrmazd nejdříve nabídl smír, byl však odmítnut. Nakonec se obě mocnosti domluvili, že budou vést válku po devět či dvanáct tisíc let, přičemž bitevním polem jim bude svět.
Touto smlouvou počal věk materiálního tvoření (bundahišn), po kterém následoval věk smíšení (guméčišn) dobra a zla. A po tom zas věk oddělení (vičárišn) zla od dobra, který má po našem současném historickém čase teprve následovat. Vyvrcholením dějin světa pak bude Frašgird, zarathuštrická apokalypsa.
Věk materiálního tvoření trval tři tisíce let a začal tím že Óhrmazd recitoval modlitbu Ahunvar a předpověděl svému protivníkovi konečnou porážku. Samotné hmotné (gétíg) tvoření počal tím, že sloužil „duchovní jasnu“. Následně vytvořil sedm fenoménů, z nichž každý svěřil do ochrany jednomu z Amahraspandů:
- oblohu obklopující svět, jako skořápka vejce, chráněnou Šahrevarem,
- vody v dolní části světa chráněné Hordádem,
- zemi v podobě „plochého disku na vodách“ chráněnou Spandármand,
- rostlinu či strom chráněnou Amurdádem,
- býka Gáv Í Évdáda chráněného Vahmanem,
- Gajómarta, prvního člověka, chráněného samotným Óhrmazdem,
- oheň prostupující vším stvořeným chráněný Ardvahištou.

Během tohoto věku bylo vše nepohyblivé a Slunce stálo nehnutně ve středu oblohy, ale nakonec se Ahrimanovi podařilo úspěšně napadnout oblohu, znečistit vody, udělat do země díru, nechat rostliny uschnout, zabít prvního býka i člověka a oheň poskvrnit kouřem. Nastal tak věk smíšení dobra a zla, což vedlo k velké temnotě.
Došlo však také k tomu, že počal pohyb a Óhrmazdova stvoření se začala bránit. Ahrimam byl mezitím uvězněn na obloze a svět se počal opět stávat lepším. Vody proudily a očišťovaly se tak a vzniklo nebeské jezero Fráchkard, země byla ukotvena kořeny hor, první déšť zase zemi rozdělil na sedm kontinentů. Počal se také rozvíjet rostlinný život a ze semena prvního býka vznikla zvířata. Z těla Gajómarta vzešly kovy a první lidský pár Mašja a Mašjánag. Oheň pak chránil spravedlivé a činil pohyb a život možným. Po třech tisících letech tohoto věku má být dosaženo oddělení zla od dobra a svět má směřovat k Frašgirdu.
Tento výše popsaný kosmogonický a eschatologický mýtus byl zjevně inspirován staršími, avestánskými zdroji, kde lze nalézt například podobné řady jednotlivých stvoření a náznaky, jakým božstvům byly dány pod ochranu. Z gáth, nejstarších zarathuštrických textů, pak lze vyčíst jen to, že Ahura Mazda byl chápán jako jediný stvořitel světa a ze současného stavu světa byly obviňovány síly zla.

## Alternativní podání počátku světa
Existují také alternativní podání o počátcích světa: 
- Například podle jednoho z rivájatů, umístil Óhrmazd veškeré části stvoření do lidského těla a pak je přivedl na svět z různých částí tohoto těla. To připomíná mýty o prvotním obrovi, jako je indický Puruša či severský Ymir, z jehož těla se zrodil svět.
- Podle jiných existoval na počátku bůh času Zurvan, který byl otcem Óhrmazda i Ahrimana.
- Podání ze západního Íránu zase znala motiv, že Óhrmazd nebyl schopen stvořit světlo, a naučil se to až díky pomoci démona Máhmiho, který od Ahrimana vymámil tajemství, že Óhrmazd může stvořit slunce a měsíc souloží se svojí matkou a sestrou.[6]

## Kosmologie
V perské mytologii se objevuje víra v kamenné nebe, které v sobě obsahuje Slunce, Měsíc a hvězdy. V pozdějších pramenech to vedlo k představě pevné průhledné oblohy z látky podobné křišťálu, která se nachází pod sférou Slunce, Měsíce a nekonečných světel, přirovnatelná k biblickému firmamentu. Tato obloha se pak dělí na sféru souhvězdí a sféru „nesmíšených hvězd“, které střeží vyšší části nebes před útoky Angra Mainjua, nad ní pak leží zmíněná sluneční a měsíční sféra, sféra Ameša Spentů a sféra nekonečných světel.
Nebeská tělesa se otáčí okolo hory Hará, která rostla osm set let a jejíž kořeny jsou zapuštěny hluboko v zemi, zatímco vrchol sahá k nebesům. Na konci světa pak leží jezero Vourukaša,
napájené řekou-bohyní Ardví Súrá Anáhitou, a tečou z něj řeky Arang a Vehród, které poté plynou kolem světa, a při té cestě jsou očištěny a vrací se zpět do jezera.
Svět byl dělen na haft kešvar „sedm oblastí“, přičemž centrální světadíl byl nazýván Chvaníras. Kromě rozdělení světa na sedm částí bylo také známo rozdělení do tří částí. Podle Šáhnáme zplodil Ferídún tři syny a rozdělil mezi ně vládu nad světem:
- Salm získal Rúm, tedy Byzantskou/Římskou říši, a západ,
- Túr Túrán a Čínu, a
- Íradž Írán a Arábii.

Tento motiv lze sledovat už ke středoperským a avestánským textům, přičemž někdy je původní říše ztotožňována se světadílem Chvaníras, jindy je s ním ztotožňováno jen Íradžovo království.